# سنیه صالح
سَنیّه صالح (۱۹۳۵-۱۹۸۵) متولد مصیاف استان حمای سوریه، نویسنده، شاعر و همسر محمد ماغوط بود. از افتخارات این شاعر می‌توان به کسب جایزه بزرگ شعر مجله «النهار» در سال ۱۹۶۱، کسب جایزه مجله حواء در سال ۱۹۶۴ و برنده جایزه بزرگ شعر مجله حسناء در سال ۱۹۶۷ اشاره کرد.
وی فارغ‌التحصیل رشته ادبیات و انگلیسی از دانشگاه دمشق است. وی از لحاظ سبک نویسندگی و شاعری کلامی مخصوص به خود و مستقل داشت و همسرش بر وی تأثیری نگذاشته بود. وی در سال ۱۹۸۵ در حومه پاریس بر اثر بیماری سرطان فوت کرد.
تا کنون اثر مستقلی از این شاعر به زبان فارسی ترجمه نشده است اما بخشی از کتاب زیر که به زودی از سوی نشر گلاذین روانه بازار کتاب خواهد شد به شعرهای سنیه صالح اختصاص دارد.
- از رگ به رگ انتظار، ترجمه: کاوه خضری، گزیده شعر بانوان جهان عرب، نشر گلاذرزیبببین، در دست انتشار

## آثار
- وقت تنگ: (الزمان الضیق) مجموعه شعر
- ذات مجازات: (حبر الإعدام) مجموعه شعر
- قصائد: مجموعه شعر
- الغبار: مجموعه داستان کوتاه در سال ۱۹۸۲ که آخرین اثرش بود.
- یاد گل‌ها: (ذکر الورود) مجموعه شعر